# Bröllopsdansen
Bröllopsdansen (engelska: You'll Never Get Rich) är en amerikansk musikalisk komedifilm från 1941 och i regi av Sidney Lanfield. I huvudrollerna ses Fred Astaire, Rita Hayworth och Robert Benchley.

## Rollista i urval
- Fred Astaire - Robert Curtis
- Rita Hayworth - Sheila Winthrop
- Robert Benchley - Martin Cortland
- John Hubbard - Kapten Tom Barton
- Osa Massen - Sonya
- Frieda Inescort - Mrs. Julia Cortland
- Guinn 'Big Boy' Williams - Kewpie Blain
- Donald MacBride - Top Sergeant
- Cliff Nazarro - Swivel Tongue 'Swiv'
- Marjorie Gateson - tant Louise
- Ann Shoemaker - Mrs. Barton